# Pohlia baronii
Pohlia baronii är en bladmossart som beskrevs av Roelof J.van der Wijk och Margadant 1961. Pohlia baronii ingår i släktet nickmossor, och familjen Bryaceae. Inga underarter finns listade i Catalogue of Life.